# УЕФА Лига шампиона 2023/24.
УЕФА Лига шампиона 2023/24. је 69. сезона највећег европског клупског фудбалског такмичења у организацији УЕФА и 32. сезона откако је такмичење реформисано из Купа европских шампиона у УЕФА Лигу шампиона.
Финална утакмица одиграће се у Лондону на стадиону Вембли. Освајач Лиге шампиона у сезони 2023/24. аутоматски ће се квалификовати за групну фазу истог такмичења у наредној 2024/25. сезони. Такође, стећи ће право да се против освајача Лиге Европе у сезони 2023/24. бори за трофеј Суперкупа 2024, као и учешће на ФИФА Светском клупском првенству 2025. у Сједињеним Државама.
Ово издање је последња сезона са тренутним форматом од 32 тима који учествују у групној фази, након што је УЕФА најавила да ће за следеће издање бити уведен нови проширени формат.
Бранилац трофеја је екипа Манчестер ситија која је у претходној сезони у финалу савладала екипу Интера из Милана.

## Учешће екипа
У Лиги шампиона 2023/24. учествује 78 екипа из 53 од 55 националних савеза који припадају УЕФА (изузеци су Русија, којој је забрањено наступање у Уефиним такмичењима због почетка војне инвазије на Украјину, као и Лихтенштајн,Напомена ЛИХ[›] који не организује национално првенство). Поредак националних савеза, који се саставља на основу Уефиних коефицијената, користи се за одређивање броја учесника за сваки појединачни савез у такмичењу:
- савези рангирани од 1. до 4. места имају по четири клуба;
- савези рангирани на 5. и 6. месту имају по три клуба;
- савези рангирани од 7. до 15. места (изузев Русије)Напомена РУС[›] имају по два клуба;
- савези рангирани од 16. до 55. места (изузев Лихтенштајна)Напомена ЛИХ[›] имају по један клуб.
- Такође, победницима Лиге шампиона 2022/23. и Лиге Европе 2022/23. осигурано је место у такмичењу уколико не успеју да се квалификују у овосезонску Лигу шампиона у сопственом првенству.

### Рангирање савеза
Савезима су додељена места на Уефиној ранг-листи на основу својих коефицијената за 2022. годину, који узимају у обзир учинак клубова у европским такмичењима од 2017/18. до 2021/22.
Осим расподеле засноване на коефицијентима, савези могу имати додатне учеснике у Лиги шампиона, као што је доле наведено:
| Поз. | Савез       | Коеф.   | Бр. ФК | Дод.           |
| ---- | ----------- | ------- | ------ | -------------- |
| 1    | Енглеска    | 106,641 | 4      |                |
| 2    | Шпанија     | 96,141  | 4      | +1 (ЛЕ)        |
| 3    | Италија     | 76,902  | 4      |                |
| 4    | Немачка     | 75,213  | 4      |                |
| 5    | Француска   | 60,081  | 3      |                |
| 6    | Португалија | 53,382  | 3      |                |
| 7    | Холандија   | 49,300  | 2      |                |
| 8    | Аустрија    | 38,850  | 2      |                |
| 9    | Шкотска     | 36,900  | 2      |                |
| 10   | Русија      | 34,482  | 0      | [Напомена РУС] |
| 11   | Србија      | 33,375  | 2      |                |
| 12   | Украјина    | 31,800  | 2      |                |
| 13   | Белгија     | 30,600  | 2      |                |
| 14   | Швајцарска  | 29,675  | 2      |                |
| 15   | Грчка       | 28,200  | 2      |                |
| 16   | Чешка       | 27,800  | 1      |                |
| 17   | Норвешка    | 27,250  | 1      |                |
| 18   | Данска      | 27,175  | 1      |                |
| 19   | Хрватска    | 27,170  | 1      |                |

| Поз. | Савез               | Коеф.  | Бр. ФК | Дод. |
| ---- | ------------------- | ------ | ------ | ---- |
| 20   | Турска              | 27,100 | 1      |      |
| 21   | Кипар               | 26,375 | 1      |      |
| 22   | Израела             | 24,375 | 1      |      |
| 23   | Шведска             | 22,875 | 1      |      |
| 24   | Бугарска            | 19,500 | 1      |      |
| 25   | Румунија            | 17,150 | 1      |      |
| 26   | Азербејџан          | 17,000 | 1      |      |
| 27   | Мађарска            | 16,375 | 1      |      |
| 28   | Пољска              | 15,875 | 1      |      |
| 29   | Казахстан           | 15,750 | 1      |      |
| 30   | Словачка            | 15,625 | 1      |      |
| 31   | Словенија           | 15,000 | 1      |      |
| 32   | Белорусија          | 12,500 | 1      |      |
| 33   | Молдавија           | 11,250 | 1      |      |
| 34   | Литванија           | 10,000 | 1      |      |
| 35   | Босна и Херцеговина | 9,125  | 1      |      |
| 36   | Финска              | 8,875  | 1      |      |
| 37   | Луксембурга         | 8,750  | 1      |      |
| 38   | Летонија            | 8,625  | 1      |      |

| Поз. | Савез              | Коеф. | Бр. ФК | Дод.           |
| ---- | ------------------ | ----- | ------ | -------------- |
| 39   | Република Косово   | 8,166 | 1      |                |
| 40   | Ирска              | 8,125 | 1      |                |
| 41   | Јерменија          | 8,125 | 1      |                |
| 42   | Северна Ирска      | 8,083 | 1      |                |
| 43   | Албанија           | 8,000 | 1      |                |
| 44   | Фарска Острва      | 7.250 | 1      |                |
| 45   | Естонија           | 7,041 | 1      |                |
| 46   | Малта              | 7,000 | 1      |                |
| 47   | Грузија            | 7,000 | 1      |                |
| 48   | Северна Македонија | 7,000 | 1      |                |
| 49   | Лихтенштајн        | 6,500 | 0      | [Напомена ЛИХ] |
| 50   | Велса              | 5,500 | 1      |                |
| 51   | Гибралтар          | 5,416 | 1      |                |
| 52   | Исланд             | 5,375 | 1      |                |
| 53   | Црна Гора          | 4,875 | 1      |                |
| 54   | Андора             | 4,665 | 1      |                |
| 55   | Сан Марино         | 1,332 | 1      |                |

### Распоред екипа
У следећој табели дат је распоред клубова по фазама такмичења у текућој сезони.
|                                     |                                    | Екипе које почињу такмичење од наведене фазе | Екипе које су се квалификовале из претходне фазе                                          |
| ----------------------------------- | ---------------------------------- | --- | ----------------------------------------------------------------------------------------- |
| Прелиминарно коло (4 екипе)         | Прелиминарно коло (4 екипе)        | - 4 првопласираних екипа националних првенстава из савеза који су рангирани од 52. до 55. места |                                                                                           |
| Прво коло квалификација (30 екипе)  | Прво коло квалификација (30 екипе) | - 29 првопласиране екипе националних првенстава из савеза који су рангирани од 22. до 51. места (изузев Лихтенштајна)Напомена ЛИХ[›] | - 1 победник из прелиминарног кола                                                        |
| Друго коло квалификација (24 екипа) | Стаза првака (20 екипа)            | - 5 првопласираних екипа националних првенстава из савеза који су рангирани од 17. до 21. места | - 15 победника из првог кола квалификација                                                |
| Друго коло квалификација (24 екипа) | Стаза лиге (4 екипа)               | - 4 другопласиране екипе националних првенстава из савеза који су рангирани од 12. до 15. места |                                                                                           |
| Треће коло квалификација (20 екипа) | Стаза првака (12 екипа)            | - 2 првопласиране екипе националних првенстава из савеза који су рангирани на 15. и 16. месту | - 10 победника из другог кола квалификација (стаза првака)                                |
| Треће коло квалификација (20 екипа) | Стаза лиге (8 екипа)               | - 4 другопласиране екипе националних првенстава из савеза који су рангирани од 7. до 11. места (изузев Русије)Напомена РУС[›] - 2 трећепласиране екипе националних првенстава из савеза који су рангирани на 5. и 6. месту | - 2 победника из другог кола квалификација (стаза лиге)                                   |
| Коло плеј-офа (12 екипа)            | Стаза првака (8 екипа)             | - 2 првопласиране екипе националних првенстава из савеза који су рангирани на 13. и 14. месту | - 6 победника из трећег кола квалификација (стаза првака)                                 |
| Коло плеј-офа (12 екипа)            | Стаза лиге (4 екипе)               | | - 4 победника из трећег кола квалификација (стаза лиге)                                   |
| Групна фаза (32 екипе)              | Групна фаза (32 екипе)             | - Првак Лига Европе 2022/23. - 11 првопласираних екипа националних првенстава из савеза који су рангирани од 1. до 12. места (изузев Русије)Напомена РУС[›] - 6 другопласираних екипа из савеза који су рангирани од 1. до 6. места - 4 трећепласиране екипе из савеза који су рангирани од 1. до 4. места - 4 четвртопласиране екипе из савеза који су рангирани од 1. до 4. места | - 4 победника из кола плеј-офа (стаза првака) - 2 победника из кола плеј-офа (стаза лиге) |
| Елиминациона фаза (16 екипа)        | Елиминациона фаза (16 екипа)       | | - 8 првопласираних екипа из групне фазе - 8 другопласираних екипа из групне фазе          |

### Екипе
Ознаке у заградама означавају на који начин се свака екипа квалификовала у одређену фазу такмичења:  
- ОЛШ: освајач Лиге шампиона 2022/23;
- ОЛЕ: освајач Лиге Европе 2022/23;
- 1, 2, 3, 4, итд.: место у националном првенству у претходној сезони;

Друго и треће коло квалификација као и коло плеј-офа подељена су на две „стазе”: стаза првака (СП) и стаза лиге (СЛ).
| Фаза такмичења           | Фаза такмичења          | Екипе                 | Екипе                   | Екипе                          | Екипе                  |
| ------------------------ | ----------------------- | --------------------- | ----------------------- | ------------------------------ | ---------------------- |
| Групна фаза              | Групна фаза             | Манчестер сити (1)ОЛШ | Севиља (ОЛЕ)            | Арсенал (2)                    | Манчестер јунајтед (3) |
| Групна фаза              | Групна фаза             | Њукасл (4)            | Барселона (1)           | Реал Мадрид (2)                | Атлетико Мадрид (3)    |
| Групна фаза              | Групна фаза             | Реал Сосиједад (4)    | Наполи (1)              | Лацио (2)                      | Интер (3)              |
| Групна фаза              | Групна фаза             | Милан (4)             | Бајерн Минхен (1)       | Борусија Дортмунд (2)          | РБ Лајпциг (3)         |
| Групна фаза              | Групна фаза             | Унион Берлин (4)      | Париз Сен Жермен (1)    | Ланс (2)                       | Бенфика (1)            |
| Групна фаза              | Групна фаза             | Порто (2)             | Фајенорд (1)            | РБ Салцбург (1)                | Селтик (1)             |
| Групна фаза              | Групна фаза             | Црвена звезда (1)     | Шахтјор Доњецк (1)      |                                |                        |
|                          |                         |                       |                         |                                |                        |
| Коло плеј-офа            | СП                      | Антверпен (1)         | Јанг Бојс (1)           |                                |                        |
|                          |                         |                       |                         |                                |                        |
| Треће коло квалификација | СП                      | АЕК Атина (1)         | Спарта Праг (1)         |                                |                        |
| Треће коло квалификација | СЛ                      | Олимпик Марсељ (3)    | Брага (3)               | ПСВ Ајндховен (2)              | Штурм Грац (2)         |
| Треће коло квалификација | СЛ                      | Ренџерс (2)           | ТСЦ (2)                 |                                |                        |
|                          |                         |                       |                         |                                |                        |
| Друго коло квалификација | СП                      | Молде (1)             | Копенхаген (1)          | Динамо Загреб (1)              | Галатасарај (1)        |
| Друго коло квалификација | СП                      | Арис Лимасол (1)      |                         |                                |                        |
| Друго коло квалификација | СЛ                      | Дњепар (2)            | Генк (2)                | Сервет (2)                     | Панатинаикос (2)       |
|                          |                         |                       |                         |                                |                        |
| Прво коло квалификација  | Прво коло квалификација | Макаби Хаифа (1)      | Малме (1)               | Лудогорец (1)                  | Фарул Констанца (1)    |
| Прво коло квалификација  | Прво коло квалификација | Карабаг (1)           | Ференцварош (1)         | Ракув Ченстохова 1)            | Астана (1)             |
| Прво коло квалификација  | Прво коло квалификација | Слован Братислава (1) | Олимпија Љубљана (1)    | БАТЕ Борисов (3)[Напомена БЛР] | Шериф Тираспољ (1)     |
| Прво коло квалификација  | Прво коло квалификација | Жалгирис (1)          | Зрињски (1)             | ХЈК Хелсинки (1)               | Свифт Есперанж (1)     |
| Прво коло квалификација  | Прво коло квалификација | Валмијера (1)         | Балкани (1)             | Шамрок роверси (1)             | Урарту (1)             |
| Прво коло квалификација  | Прво коло квалификација | Линфилд (1)           | Партизани Тирана (1)    | Клаксвик (1)                   | Флора Талин (1)        |
| Прво коло квалификација  | Прво коло квалификација | Хамрун спартанс (1)   | Динамо Тбилиси (1)      | Струга (1)                     | Њу сејнтс (1)          |
| Прво коло квалификација  | Прво коло квалификација | Линколн ред импс (1)  |                         |                                |                        |
|                          |                         |                       |                         |                                |                        |
| Прелиминарно коло        | Прелиминарно коло       | Бреидаблик (1)        | Будућност Подгорица (1) | Атлетик Ескалдес (1)           | Тре Пене (1)           |

Напомене
1. ^ Белорусија(БЛР): Шахтјор Солигорскје освојио белоруску Премијер лигу 2022, али га је белоруски савез прогласио кривим за намештање утакмица и одбио му је УЕФА лиценцу. Другопласирани Енергетик-БГУ Минск такође је проглашен кривим за намештање утакмица и такође им је одбијена лиценца УЕФА. Као резултат тога, Фудбалски савез Белорусије одлучио је да место у Лиги шампиона додели БАТЕ Борисову који је завршио трећепласирани у лиги.[8]
2. ^ Лихтенштајн (ЛИХ): Свих седам екипа под окриљем Фудбалског савеза Лихтенштајна (ФСЛ) играју у Швајцарској. Једино такмичење које организује ФСЛ јесте Куп Лихтенштајна — чији победник улази у друго коло квалификација за Лигу конференција.
3. ^ Русија (РУС): Дана 28. фебруара 2022. године, Фифа и Уефа су суспендовале руске фудбалске клубове као и све фудбалске селекције Русије поводом почетка војне инвазије Русије на Украјину. Тиме им је забрањен наступ у такмичењима које организују те две организације.[9] Дана 2. маја 2022. године, Уефа је потврдила да ће руским клубовима бити забрањен наступ у њеним такмичењима за сезону 2022/23.[10]

## Распоред такмичења
Распоред одигравања утакмица у Лиги шампиона 2023/24. наведен је у доњој табели.
| Фаза              | Коло                     | Жреб               | Прва утакмица               | Друга утакмица           |
| ----------------- | ------------------------ | ------------------ | --------------------------- | ------------------------ |
| Квалификације     | Прелиминарна рунда       | 13. јун 2023.      | 27. јун 2023.               | 30. јун 2023.            |
| Квалификације     | Прво коло квалификација  | 20. јун 2023.      | 11—12. јул 2023.            | 18—19. јул 2023          |
| Квалификације     | Друго коло квалификација | 21. јун 2023.      | 25—26. јул 2023.            | 1—2. август 2023.        |
| Квалификације     | Треће коло квалификација | 24. јул 2023.      | 8—9. август 2023.           | 15. август 2023.         |
| Квалификације     | Коло плеј-офа            | 7. август 2023.    | 22—23. август 2023.         | 29—30. август 2023.      |
| Групна фаза       | 1. коло                  | 31. август 2023.   | 19—20. септембар 2023.      | 19—20. септембар 2023.   |
| Групна фаза       | 2. коло                  | 31. август 2023.   | 3—4. октобар 2023.          | 3—4. октобар 2023.       |
| Групна фаза       | 3. коло                  | 31. август 2023.   | 24—25. октобар 2023.        | 24—25. октобар 2023.     |
| Групна фаза       | 4. коло                  | 31. август 2023.   | 7—8. новембар 2023.         | 7—8. новембар 2023.      |
| Групна фаза       | 5. коло                  | 31. август 2023.   | 28—29. новембар 2023.       | 28—29. новембар 2023.    |
| Групна фаза       | 6. коло                  | 31. август 2023.   | 12—13. децембар 2023.       | 12—13. децембар 2023.    |
| Елиминациона фаза | Осмина финала            | 18. децембар 2023. | 13—14 и 20—21 фебруар 2024. | 5—6 и 12—13. март 2024.  |
| Елиминациона фаза | Четвртфинале             | 15. март 2024.     | 9—10. април 2024.           | 16—17. април 2024.       |
| Елиминациона фаза | Полуфинале               | 15. март 2024.     | 30. април -1. мај 2024.     | 7—8. мај 2024.           |
| Елиминациона фаза | Финале                   | 15. март 2024.     | 1. јун 2024. на Вемблију    | 1. јун 2024. на Вемблију |

## Квалификације

### Прелиминарно коло
Прелиминарно коло је било турнирског типа и одиграно је у исландском Коупавогиру. Победник ове рунде пласирао се у прво коло квалификација за Лигу шампиона. Поражене екипе наставиле су са такмичењем у другом колу квалификација за Лигу конференција.
| Тим #1              | рез.       | Тим #2              |
| Полуфинале          | Полуфинале | Полуфинале          |
| ------------------- | ---------- | ------------------- |
| Атлетик Ескалдес    | 0 : 3      | Будућност Подгорица |
| Тре Пене            | 1 : 7      | Бреидаблик          |
| Финале              |            |                     |
| Будућност Подгорица | 0 : 5      | Бреидаблик          |

### Прво коло квалификација
Жреб за прво коло квалификација одржан је 20. јуна 2023. године. Прве утакмице су игране 11. и 12. јула, а реванш мечеви 18. и 19. јула 2023.
Победници двомеча су обезбедили пролаз у стазу првака другог кола квалификација. Поражене екипе су пребачене у друго коло квалификација за Лигу конференција.
| Тим #1            | рез.                | Тим #2         | прва утакмица | друга утакмица   |
| ----------------- | ------------------- | -------------- | ------------- | ---------------- |
| Хекен             | 5 : 1               | Њу сејнтс      | 3 : 1         | 2 : 0            |
| Балкани           | 2 : 4               | Лудогорец      | 2 : 0         | 0 : 4            |
| Шамрок роверси    | 1 : 3               | Бреидаблик     | 0 : 1         | 1 : 2            |
| Жалгирис          | 2 : 1               | Струга         | 0 : 0         | 2 : 1            |
| Клаксвик          | 3 : 0               | Ференцварош    | 0 : 0         | 3 : 0            |
| Олимпија Љубљана  | 4 : 2               | Валмијера      | 2 : 1         | 2 : 1            |
| Хелсинки          | 3 : 2               | Ларн           | 1 : 0         | 2 : 2 (п. с. н.) |
| Линколн ред импс  | 1 : 6               | Карабаг        | 1 : 2         | 0 : 4            |
| Ракув Ченстохова  | 4 : 0               | Флора Талин    | 1 : 0         | 3 : 0            |
| Слован Братислава | 3 : 1               | Свифт Есперанж | 1 : 1         | 2 : 0            |
| Фарул Констанца   | 1 : 3               | Шериф Тираспољ | 1 : 0         | 0 : 3 (п. с. н.) |
| Хамрун спартанс   | 1 : 6               | Макаби Хаифа   | 0 : 4         | 1 : 2            |
| Урарту            | 3 : 3 (3 : 4, пен.) | Зрињски Мостар | 0 : 1         | 3 : 2 (п. с. н.) |
| Партизани Тирана  | 1 : 3               | БАТЕ Борисов   | 1 : 1         | 0 : 2            |
| Астана            | 3 : 2               | Динамо Тбилиси | 1 : 1         | 2 : 1            |

1. 1 2  Жребом је одлучено да две поражене екипе у првом колу квалификација за Лигу шампиона аутоматски пролазе даље у треће коло квалификација за Лигу конфереција.

### Друго коло квалификација
Жреб за друго коло квалификација одржан је 21. јуна 2023. године. Прве утакмице су игране 25. и 26. јула, а реванш мечеви 1. и 2. августа 2023.
Друго коло квалификација подељено је у два одвојена дела: један за националне прваке (стаза првака) и један за остале екипе (стаза лиге). Победници двомеча су обезбедили пролаз у одговарајућу стазу трећег кола квалификација. Поражене екипе су пребачене у одговарајућу стазу трећег кола квалификација за Лигу Европе.
| Тим #1           | рез.                | Тим #2            | прва утакмица | друга утакмица   |              |
| Стаза првака     | Стаза првака        | Стаза првака      | Стаза првака  | Стаза првака     | Стаза првака |
| ---------------- | ------------------- | ----------------- | ------------- | ---------------- | ------------ |
| Жалгирис         | 2 : 3               | Галатасарај       | 2 : 2         | 0 : 1            |              |
| Лудогорец        | 2 : 3               | Олимпија Љубљана  | 1 : 1         | 1 : 2            |              |
| Ракув Ченстохова | 4 : 3               | Карабаг           | 3 : 2         | 1 : 1            |              |
| Клаксвик         | 3 : 3 (4 : 3, пен.) | Хекен             | 0 : 0         | 3 : 3 (п. с. н.) |              |
| Хелсинки         | 1 : 2               | Молде             | 1 : 0         | 0 : 2            |              |
| Бреидаблик       | 3 : 8               | Копенхаген        | 0 : 2         | 3 : 6            |              |
| Шериф Тираспољ   | 2 : 4               | Макаби Хаифа      | 1 : 0         | 1 : 4 (п. с. н.) |              |
| Арис Лимасол     | 11 : 5              | БАТЕ Борисов      | 6 : 2         | 5 : 3            |              |
| Зрињски Мостар   | 2 : 3               | Слован Братислава | 0 : 1         | 2 : 2            |              |
| Динамо Загреб    | 6 : 0               | Астана            | 4 : 0         | 2 : 0            |              |
| Стаза лиге       |                     |                   |               |                  |              |
| Дњепар           | 3 : 5               | Панатинаикос      | 1 : 3         | 2 : 2            |              |
| Сервет           | 3 : 3 (4 : 1, пен.) | Генк              | 1 : 1         | 2 : 2 (п. с. н.) |              |

### Треће коло квалификација
Жреб за треће коло квалификација за лигу шампиона почело је 24 јул 2023 године први мечеви стартовали су 8,9,15 август а реванш је 15 и 19 август 2023 победници такмичења настављају за плеј оф коло за лигу шампиона поражени иду у лигу Европе

### Плеј оф коло
Шаблон:Two leg start